# Wykrywacz przewodów
Wykrywacz przewodów – urządzenie do wykrywania podziemnych przewodów, jak również rur.
Składa się z dwóch części – walizki (nadajnika) oraz anteny. Wykrywanie wykonuje się poprzez ustawienie walizki w miejscu gdzie przebiega urządzenie podziemne lub podłączenie się bezpośrednio do niego, a następnie wykrycie urządzenia podziemnego za pomocą anteny. Istnieją również wykrywacze przewodów elektrycznych podściennych. W cewce znajdującej się w niewielkim urządzeniu przykładanym do ściany indukuje się prąd elektryczny, jeśli znajduje się ona w pobliżu przewodu elektrycznego pod napięciem. Napięcie na cewce jest sygnałem dla wykrywacza aby powiadomić o przewodzie. Są też wykrywacze przewodów elektrycznych czułe na metal, a nie na prąd w przewodzie.